# Cerberus Capital Management
Cerberus Capital Management L.P. es un fondo de inversión estadounidense especializado en la gestión de fondos de pensiones. Fundado en 1992, tiene su sede social en Nueva York.

## Historia
Cerberus Capital Management es una firma presidida por el exsecretario del Tesoro de Estados Unidos, John W. Snow, que dirigió durante 25 años CSX, una de las empresas de transporte más importantes de EE. UU., y cuenta con expertos como el exvicepresidente de Estados Unidos Dan Quayle, presidente de Cerberus Global Investments. El fondo adquirió relevancia tras comprar la automovilística Chrysler por 5500 millones de euros en 2007. En diciembre de 2008, Cerberus limitó los reembolsos a los clientes de varios de sus fondos, incluyendo Cerberus Partners. Además el Departamento del Tesoro de los Estados Unidos comprometió 6000 millones de dólares para garantizar el grupo de servicios financieros GMAC controlado por General Motors  y Cerberus. En enero de 2009, el vicepresidente de Fiat, John Elkann, confirma las conversaciones con Chrysler y 'Cerberus Capital Management', que tiene el 80,1 % de Chrysler.
En 2010, el grupo propone una fusión con DynCorp International, una empresa militar estadounidense. El proceso se completa en julio de ese año, provocando que DynCorp pase a ser un ejército privado, propiedad de Cerberus. DynCorp es contratista habitual de defensa del gobierno estadounidense, llegando en 2014 al decimotercer puesto, con un total de 3600 millones de dólares en contratos.
El 6 de marzo de 2014, la gran cadena estadounidense de distribuciones Safeway acepta la oferta de Cerberus, que asciende a 9400 millones de dólares. Cerberus entonces ha estado activo en el sector minorista, con 650 tiendas que adquirió cuando compró Albertsons por Supervalu en 2006 y durante la adquisición en enero de 2013, las tiendas Supervalu alivio de la deuda de este último. 
Sus inversiones ascienden a cerca de 25 000 millones de dólares en más de 300 empresas en todo el mundo. Cerberus Partners es un fondo que administra 4000 millones de dólares en activos.

## Presencia en España
La crisis económica de 2008 acercó hasta España a grandes fondos de inversión. Entre ellos llegó Cerberus Capital Management, que vinieron en busca de gangas inmobiliarias. Para ello creó la filial Promontoria Plataforma, de la que nombró consejero a José María Aznar Botella. Dependía de Promontoria Holding, con sede en Holanda. En septiembre de 2013 y tras un acuerdo con Bankia Habitat cambió su nombre por el de Haya Real Estate. En esta operación con la antigua Caja, se cedían además 457 empleados de Bankia y de Bankia Habitat a la nueva Haya Real Estate, según ha informado la entidad nacionalizada a la Comisión Nacional del Mercado de Valores (CNMV). Cerberus, uno de los fondos buitre más grandes del mercado, buscaba hacerse con activos a bajo precio en España, con especial interés en los de la Sareb (banco malo de España).  En diciembre de 2012 adquirió los derechos para 17 millones de euros de activos de la Sareb, banco malo de España. La segunda operación de importancia supuso la cesión de la gestión en exclusiva de los activos inmobiliarios y los préstamos promotor de BFA-Bankia para los próximos 10 años a la empresa Promontoria Plataforma por un coste 90 millones de euros. También se encomienda a esta empresa del grupo Cerberus la gestión de los activos que el grupo liderado por José Ignacio Goirigolzarri comercializa para terceros por el tiempo que estén vigentes los contratos de gestión y administración existentes. Los contratos firmados contemplan la cesión de la gestión de un volumen superior a los 12.200 millones de euros brutos de activos inmobiliarios y de parte de la deuda derivada de préstamos a promotores que figuran en el balance del grupo BFA-Bankia. Además, dicha empresa del grupo Cerberus asumirá la gestión de los activos transferidos a terceros, tanto inmuebles como préstamos promotor, que actualmente gestiona Bankia y que suponen más de 36.600 millones de euros brutos.
La tercera operación de importancia llegó en junio de 2014 con el acuerdo con Cajamar para gestionar 7200 millones de euros de activos tóxicos por 225 millones de euros.

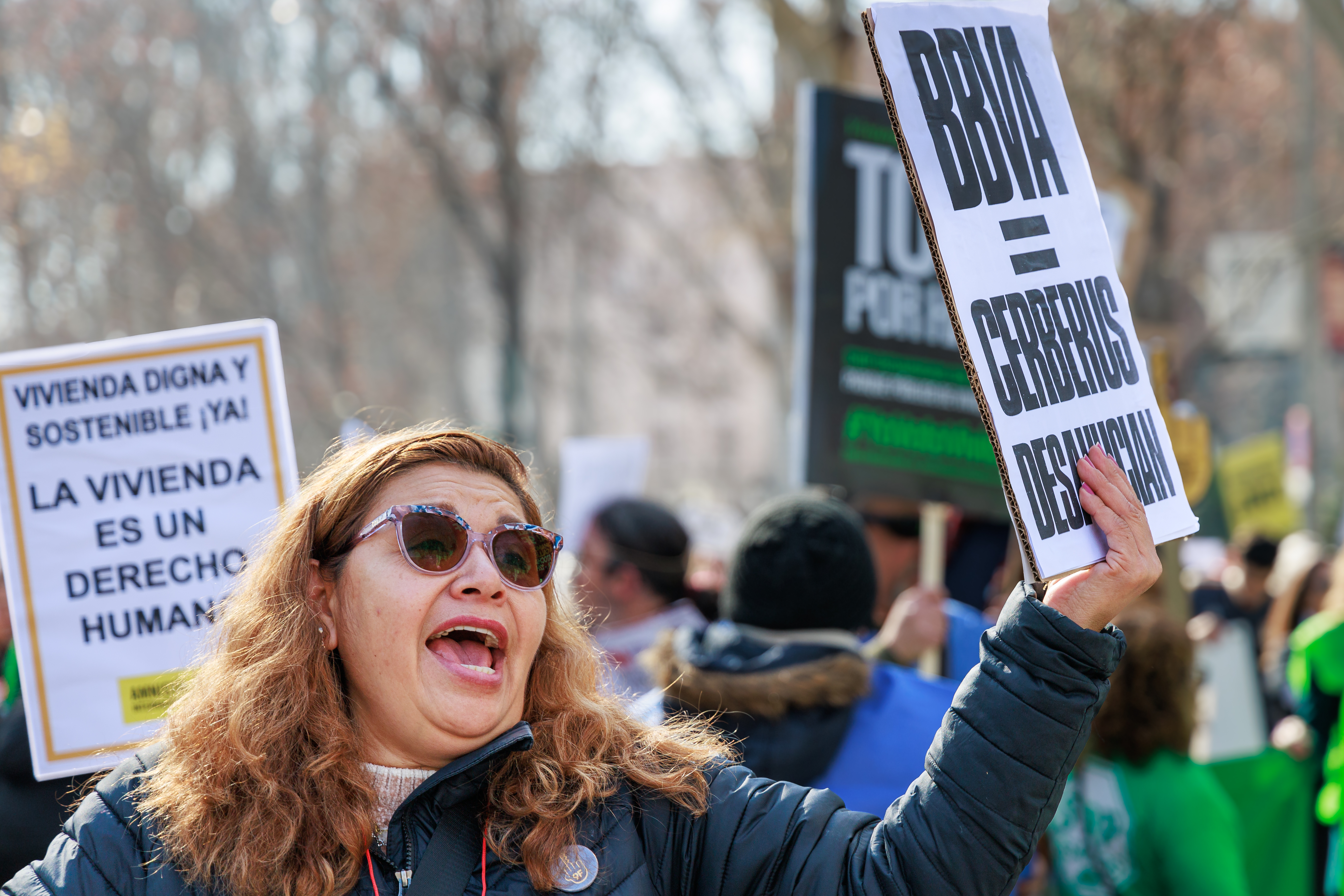
Manifestante en la 'Manifestación por una vivienda digna' en Madrid el 9 de febrero de 2025, con una pancarta que denuncia la colaboración de BBVA y Cerberus en desahucios, simbolizando la lucha contra los fondos buitre y la especulación inmobiliaria.

En agosto de 2017 se hace público que el banco Liberbank, fusión de las antiguas Cajas de Ahorros de Cantabria y Asturias, ha llegado a un acuerdo con Promontoria Holding, propietaria de Haya Real Estate, para la venta de su filial Mihabitans por 85 millones de euros. En septiembre del 2018 el Banco Santander vendía a Cerberus  parte de su cartera inmobiliaria, 35 mil activos, continuando el Santander con una importante participación en Haya Real Estate, recibiendo unos mil trescientos millones de €, lo que resulta en unos 50 mil € por propiedad inmobiliaria vendida. En 2018 también se anunció la compra por parte de Cerberus de parte del balance inmobiliario de Banco Sabadell, entidad que posteriormente ha expresado su voluntad de vender la inmobiliaria Solvia.